# Comèdia musical

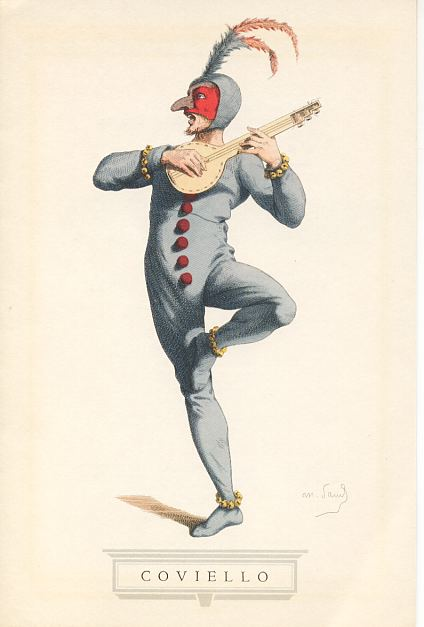
Coviello, per Maurice Sand.

La comèdia musical és una producció musical representativa d'arguments senzills en els quals canvien molts i diversos components instrumentals i números de comèdia.
La comèdia musical és una variant del teatre musical, que s'enfoca principalment a la comèdia, i té els seus orígens establerts principalment en la Commedia dell'art del segle XVI.

## Història

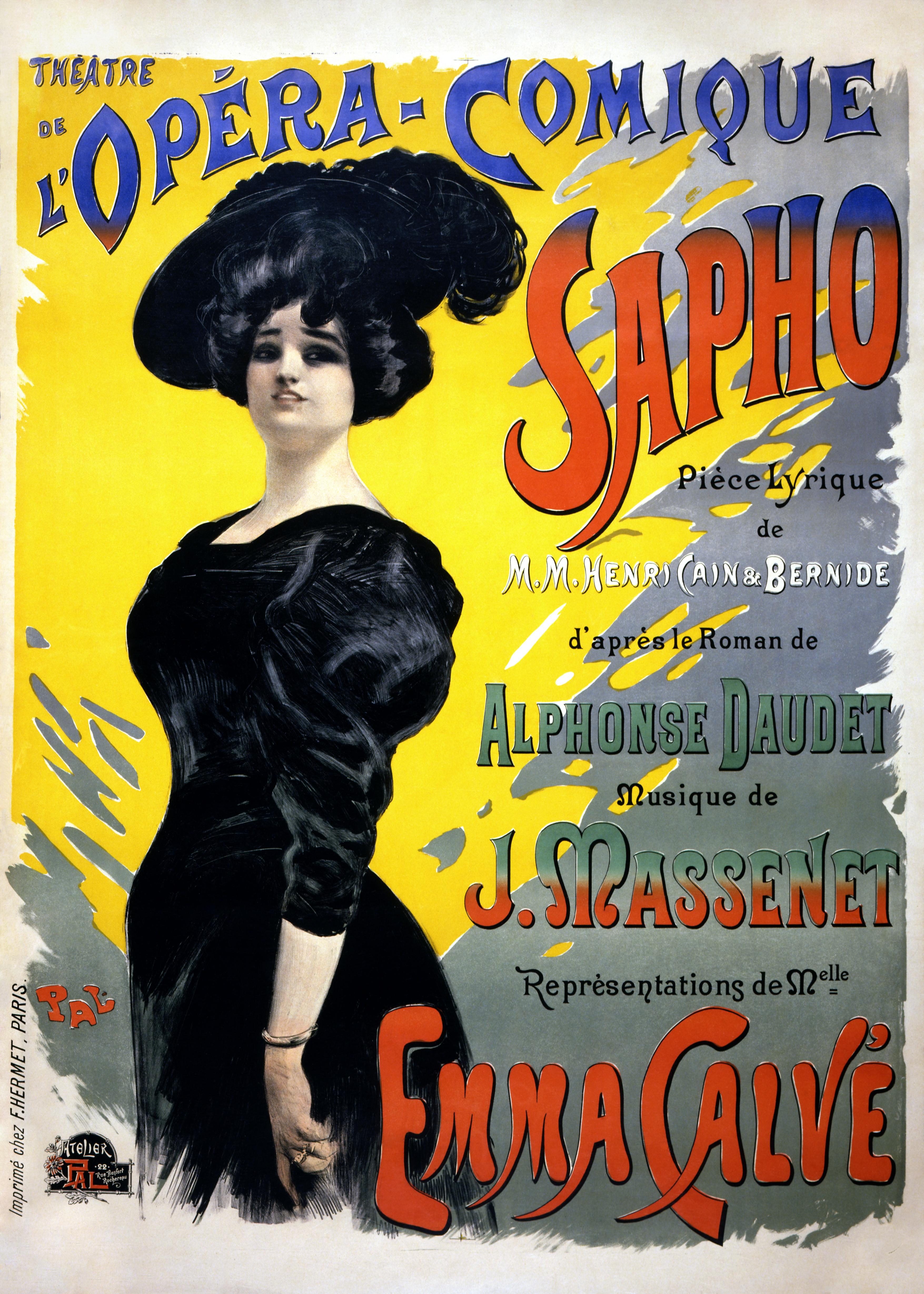
Cartell promocional de Sapho de Massenet.

### Comèdia musical
La commedia dell'art (‘comèdia de l'art’) és un format de teatre italià que incloïa un argument còmic acompanyat de música, balls i varietat d'intermedis actorals. L'elenc d'actors presentava intermedis o esquetxos còmics entre les presentacions d'òpera; la comèdia clàssica italiana se centrava en l'harlequinade (la presentació o coreagrafia de dansa presentada per un arlequí o pierrot) i l'opera buffa (comèdia en la música).
Durant el període de la comèdia de l'art (al voltant del segle XVIII), apareixen diverses obres de burlesque que van ser adaptades per a la seva representació dramàtica com: The Beggar's Opera (1728) de John Gay, Tom Thumb (1730) de Henry Fielding i Chrononhotonthologos (1734) de Henry Carey.

### Seglexix

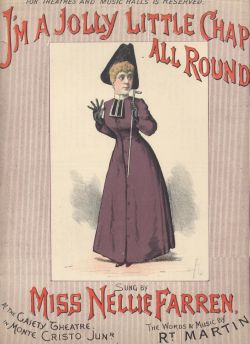
Partitura presentant a Nellie Farren a Monte Cristo Jr.

L'aparició de noves variants de l'òpera de comèdia va presentar el sorgiments d'elaborats espectacles que contenien un gran nombre d'actors, vestuaris extravagants, complexes peces musicals interpretades per orquestres i escenografia vistosa i complexa; aquests elements s'incloïen en la grand opéra i l'extravaganza. Entre el segle XIX sorgeixen diverses varients teatrals que incloïen música com l'Opérette (forma francesa del teatre musical) i el music hall (format de la comèdia musical tradicional a la Gran Bretanya). El segle XIX va representar un dels majors auges del mercat enfocat a l'entreteniment popular, el show business del segle XIX es va conformar de diversos espectacles populars, còmics i de vegades viatgers com: el vodevil, el minstrel, el burlesque, el cabaret, les pantomimes, els circs, els dime museums, els nickelodeons, els freak shows, el music hall i els music saloons. Els entreteniments populars del segle XIX es caracteritzaven per incloure actes impressionants o còmics, normalment acompanyats de nombres musicals o rutines de dansa.
El vodevil va ser un tipus d'espectacle de varietat popular dels Estats Units que combinava diverses formes d'entreteniment com: música, ball, arts del circ, malabarisme, acrobàcia, rutines amb animals entrenats, pantomimes, demostracions atlètiques, medicine shows, mostres cinematogràfiques (cinema mut), xous de comèdia i espectacles de màgia. El burlesque és un tipus de treball dramàtic o literari que s'enfoca a la ridiculizació d'un tema dignificat. En la seva adaptació dramàtica del període victorià, el burlesque presentava obres clàssiques que eren deformades per incloure un aspecte còmic que provoqués la hilaritat de l'espectador. Els burlesques normalment ridiculitzaven aspectes socials com el codi social d'etiqueta i el comportament de l'aristocràcia; incloent-hi temes tabú, temes sexuals i elements moderns a obres clàssiques com Macbeth de William Shakespeare. En la seva versió nord-americana pren elements del cabaret i el vodevil, adoptant un to més eròtic.

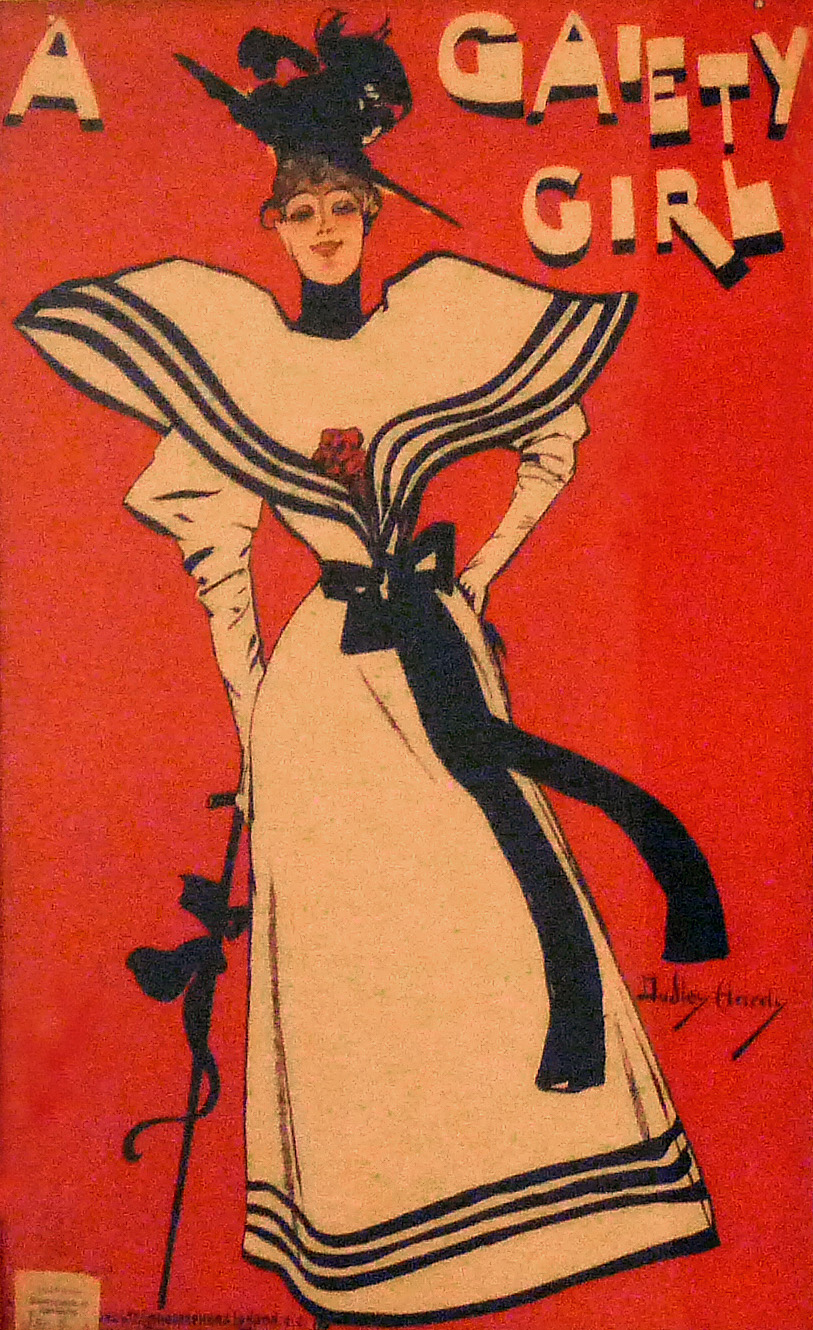
Litografia dA Gaiety Girl (1893).

La pantomima britànica va ser un tipus d'espectacle musical de la comèdia que se centrava en la representació d'obres i relats clàssics del folklore tradicional que eren acompanyats de música i que, com a auxiliar còmic, es recorria al drag i al cross-dressing. El burlesque, la pantomima britànica i el travesty tenien la peculiaritat de recórrer al transvestisme com un auxiliar còmic. El gènere del revue es basa en la comèdia musical, l'extravaganza i el burlesque victorià, però s'enfoca principalment a la representació dramàtica d'un argument simple amb to eròtic, acompanyat de diversos números musicals i protaginitzats normalment per una dona de faccions belles (anomenada, vedet). Durant els últims anys del segle XIX apareixen produccions teatrals com The Gay Parisienne (1896), The Circus Girl (1896), A Gaiety Girl (1893), The Geisha (1896) i Florodora (1899).

### Segle XX

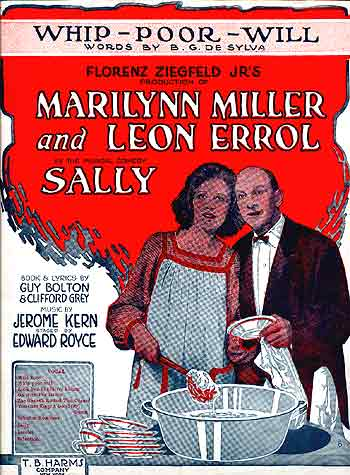
Partitura de la comèdia Sally (1920).

Al segle xx la comèdia musical es manifesta en la versió estatunidenca del burlesque, la revista i l'opereta (un tipus de format dramàtic que satiritzava un tema a través de la música). Les operetes van marcar el naixement de la comèdia musical com a gènere dramàtic. Durant la Primera Guerra Mundial el teatre i diversos entreteniments populars es converteixen en un excel·lent espectacle, i abandonen els convencionalismes i el règim del segle XIX i ho substitueixen pel liberalisme i l'orgull popular del segle XX.
En els anys vint el món sencer experimenta una modernització en el període dels feliços anys vint, popularitzant nous invents que van facilitar les comunicacions com la televisió i la ràdio, contribuint a la pèrdua de popularitat dels espectacles com el vodevil, les operetes i el teatre musical i al creixement de popularitat de la cinematografia, l'animació i els programes televisius. A finals de la dècada ve la Gran Depressió de 1929, produint una gran crisi econòmica que va aniquilar l'excés i glamur de l'estil de vida als Estats Units. Apareixen produccions musicals de comèdia com Sally (1920) i The Girl Friend (1926).
En la dècada dels trenta la major part dels espectacles de la comèdia musical eren els espectacles de revista, que comptaven amb vistosos muntatges. Amb la invenció del cinema sonor, la comèdia musical va expandir els seus límits a la cinematografia, i es va crear el gènere de la comèdia musical al cinema. Amb la recuperació econòmica, el floriment del teatre musical als Estats Units i l'arribada de dècades posteriors, van començar a aparèixer produccions teatrals de comèdia que incloïen interpretacions musicals per part de l'elenc de la producció, com: Els senyors prefereixen les rosses (1949), Bye Bye Birdie (1960) i The Rocky Horror Xou (1973).

## Cinema
- The Cock-Eyed World (1929).
- Words and Music (1929).
- In Gay Madrid (1930).
- Children of Pleasure (1930).
- Chasing Rainbows (1930).
- Indiscreet (1931).
- Delicious (1931).
- Barret de copa (1935).
- Pot o' Gold (1941).
- You Were Never Lovelier (1942).
- Cover Girl (1944).
- Easy to Wed (1946).
- It Happened in Brooklyn (1947).
- Copacabana (1947).
- Down to Earth (1947).

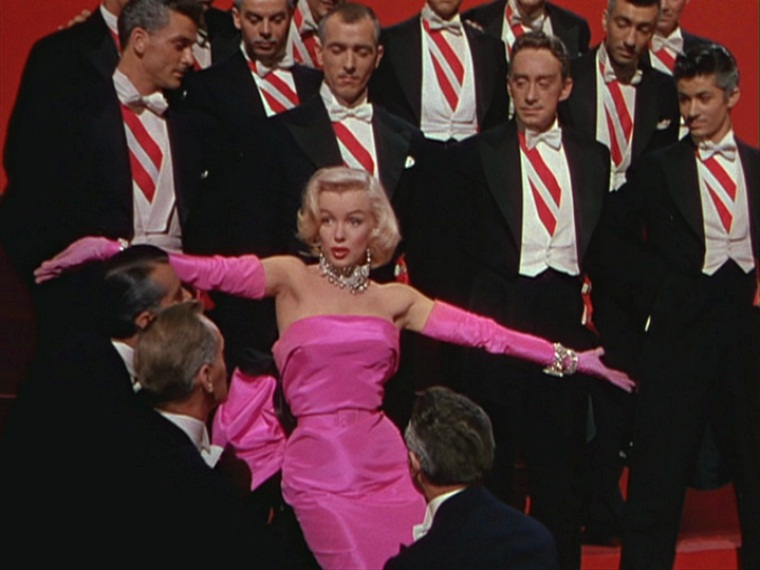
Marilyn Monroe en una escena dEls senyors prefereixen les rosses (1953).

- Neptune's Daughter (1949)Marilyn Monroe en una escena d'Els senyors prefereixen les rosses (1953).
- Cantant sota la pluja (1952).
- Els senyors prefereixen les rosses (1953).
- Call Me Madam (1953).
- Easy to Love (1953).
- White Christmas (1954).
- Blue Hawaii (1961).
- Girls! Girls! Girls! (1962).
- Viva Las Vegas (1964).
- The Rocky Horror Picture Show (1975).
- Rock 'n' Roll High School (1979).
- The Muppet Movie (1979).
- Can't Stop the Music (1980).
- Víctor, Victoòia (1982).
- Mamma Mia! (2001).
- Hedwig and the Angry Inch (2001).
- Romance & Cigarettes (2005).
- Enchanted (2007).
- The Muppets (2011).